# Len Barry
Len Barry, geboren als Leonard Borisoff, (Philadelphia, 12 juni 1942 - 5 november 2020), was een Amerikaans zanger, songwriter, muziekproducent en auteur.

## Carrière
Aan het begin van zijn muzikale carrière zong Len Barry tijdens zijn militaire diensttijd in een band van de United States Coast Guard in Cape May, (New Jersey). Na zijn ontslag bij het leger ging hij terug naar zijn geboortestad Philadelphia en voegde hij zich bij de popband The Dovells als hun leadzanger. Met deze band had hij in 1961 een miljoenenseller met de song Bristol Stomp. Vanaf 1964 begon Barry met het publiceren van soloplaten. De eerste twee verschenen bij Cameo Records. In 1965 kreeg hij bij Decca Records een tweejarig contract en kon daar al met zijn eerste single het eerste succes in zijn carrière boeken. De titel Lip Sync stond vier weken lang genoteerd in de Billboard Hot 100, alhoewel hij slechts reikte tot de 84e plaats. Met de song 1-2-3 als tweede Decca-single lukte Barry de doorbraak in de herfst van 1965 met een 2e plaats in de Hot 100. Van de single werden meer dan een miljoen exemplaren verkocht en deze werd onderscheiden met een Gouden Plaat. De song was ook internationaal succesvol. Ook de gelijknamige lp, uitgebracht door Decca Records, scoorde een 90e plaats in de Billboard 200. Tot het eind van 1966 had hij nog vier verdere nummers in de Hot 100. In 1967 wisselde hij naar RCA Victor, maar had daar geen succes. Vanaf 1968 publiceerde Barry in rappe volgorde platen bij Amy Records, Scepter Records en Buddah Records. Zijn laatste single verscheen in maart 1973 bij Paramount Records.
Naast zijn zangcarrière hield Barry zich ook bezig als songwriter, waarbij hij veelvuldig samenwerkte met andere collega's. Met John Edora ontstonden Barry's succesnummers Lip Sync, 1-2-3 en Like a Baby en de hit Hey You Little Boo-Ga-Loo van Chubby Checker. Met Bobby Eli ontstonden meerdere r&b-hits zoals Give a Broken Heart a Break (1976) en Summer Now (1976). Ook de beide Britse hits Zoom (1982) en Love Town (1983) kwamen uit hun pen.
Barry werkte ook als muziekproducent en werkte in 1969 intensief samen met de studioband The Electric Indian. Onder zijn leiding ontstonden onder andere de nummers Keem-O-Sabe en Land of 1000 Dances, die zich plaatsten in de Billboard Hot 100. Ook de door Barry geproduceerde lp Keem-O-Sabe bereikte een 46e plaats in de r&b lp-hitlijst.
In de loop van de jaren 1970 trok Barry zich meer en meer terug uit de muziekbusiness. Een nieuwe uitdaging zag hij in het schrijven en begon romans, draaiboeken en comics te schrijven. Hij schreef samen met Spencer Barry de half-autobiografische roman Black-Like-Me.

## Overlijden
Len Barry overleed in november 2020 op 78-jarige leeftijd.

## Discografie

### Singles
Cameo Records
- 1964: Don't Come Back / Jim Dandy
- 1964: Hearts Are Trump / Little White House

Mercury Records
- 1964: Let's Do It Again / Happy Days

Decca Records
- 1965: Lip Sync / At the Hop '65
- 1965: 1-2-3 / Bullseye
- 1965: Like a Baby / Happiness
- 1966: Somewhere / It's a Crying Shame
- 1966: It's That Time of the Year / Happily Ever After
- 1966: I Struck It Rich / Love Is
- 1966: You Baby / Would I Love You?

Parkway Records
- 1965: Hearts Are Trump / Little White House

RCA Victor
- 1967: The Moving Finger Writes / Our Love
- 1967: All Those Memories / Rainy Side of the Street
- 1967: Come Rain Or Shine / The ABC's of Love
- 1968: Sweet and Funky / I Like the Way

Amy Records
- 1968: 456 (Now I'm Alone) / Funky Night
- 1968: Christopher Columbus / You're My Picasso Baby
- 1968: A Child Is Born / Wouldn't It Be Beautiful

Scepter Records
- 1969: Put Out the Fire / Spread It on Like Butter
- 1969: Keem-O-Sabe / This Old World
- 1970: Bob and Carol and Ted and Alice / In My Present State of Mind

Buddah Records
- 1972: Diggin' Life / Just the Two of Us

Paramount Records
- 1973: Heaven Plus Earth / I'm Marching to the Music

### Albums
- 1963: Len Barry – Sings With the Dovells (Cameo Records)
- 1965: 1-2-3 (Decca Records)
- 1967: My Kind Of Soul (RCA Victor)
- 1972: Ups and Downs (Buddah Records)

- Bibliothèque nationale de France: cb13993237m (data)
- Gemeinsame Normdatei: 134615948
- International Standard Name Identifier: 0000 0000 3225 4436
- Library of Congress Control Number: n96004012
- MusicBrainz: 113d4d03-0feb-466e-849c-283eeba18cf5
- Virtual International Authority File: 119149106263968492138